# Aszód
Aszód è una città di 6.186 abitanti situata nella contea di Pest, nell'Ungheria settentrionale.
Si trova a circa 40 km a nord-ovest della capitale ungherese Budapest, alla quale è connessa tramite linea ferroviaria (stazione di Keleti) oppure tramite l'autostrada M3.
Nella piccola cittadina soggiornò per alcuni anni, nella prima metà dell'Ottocento, il poeta e patriota ungherese Sándor Petőfi.
Il borgo di Aszód è molto vicino a quello di Gödöllő, famoso per essere stato una delle principali residenze della famiglia imperiale asburgica nella seconda metà dell'Ottocento.